# Botanische Zeitung (Berlin)
Botanische Zeitung (Berlín) (abreviado Bot. Zeitung (Berlín)) fue una revista ilustrada con descripciones botánicas que fue editada en Alemania. Se publicaron 50 números en los años 1843-1892. Fue reemplazada por Botanische Zeitung. 2. Abteilung.